# Peter Frankenfeld
Peter Frankenfeld (født 31. maj 1913 i Berlin, død 4. januar 1979 i Hamburg) med det borgerlige navn Willi Julius August Frankenfeldt var en tysk skuespiller, sanger og entertainer, der kom til at præge tysk radio- og tv-underholdning for eftertiden.
Han begyndte sin karriere i radioen efter anden verdenskrig, hvor han også kom til at arbejde med de første tv-udsendelser. Hans natlige radioudsendelse i NDR hed Peters Bastelstunde og blev altid annonceret som "eine Sendung mit Peter Frankenfeld und einigen Helfershelfern" (dansk: "en udsendelse med Peter Frankenfeld og nogle medskyldige"). Han indførte quizudsendelser efter amerikansk forbillede og stod også bag andre radioinnovationer som telefonfisprogrammet Valsch Ferbunden. Endelig var det Frankenfeld, der indførte velkomstreplikken "Guten Abend, meine Damen und Herren" (dansk: "God aften, mine damer og herrer").
Hans særlige kendetegn på scenen var jakken med de store tern. Han var en entusiastisk tryllekunstner og fremviste ofte små tricks i sine shows. Hans sketcher, der blev opført sammen med andre kendte skuespillere, var præget af tør og vittig humor. Peter Frankenfeld var en af den mest populære tyske underholdere og udmærkede sig især gennem sin gennemslagskraft, humor, hjertevarme og musikalitet.
Den klassiske sketch 90-års fødselsdagen blev i 1963 opført i tv-showet Guten Abend, Peter Frankenfeld, efter at Frankenfeld sammen med sin regissør havde opdaget sketchen i England.